# Расвета
Расвета је сврховита употреба светлости, за осветљење простора или објеката. Извор светлости који се користи за расвету може бити или уметан (рефлектори, лампе итд.) или природан (дневна светлост).